# 格蘭特 (蒙大拿州)
格蘭特（英語：Grant）是位於美國蒙大拿州比弗黑德縣的普查規定居民點。

## 歷史
格蘭特的郵局於1899年設立，其後於1967年停運。

## 人口
根據2020年美國人口普查的數據，格蘭特的面積為4.53平方千米，皆為陸地。當地共有人口19人，而人口密度為每平方千米4.19人。